# Rengeteg (film)
Pour plus de détails, voir Fiche technique et Distribution.
Rengeteg est un film dramatique hongrois réalisé par Benedek Fliegauf et sorti en 2003.
Le film est choisi pour représenter la Hongrie aux Oscars du cinéma 2003 dans la catégorie meilleur film en langue étrangère mais n'a pas été repris dans la sélection finale.

## Distribution
- Rita Braun :
- Barbara Csonka :
- Laszlo Cziffer :
- Gábor Dióssy :
- Bálint Kenyeres :
- Edit Lipcsei :
- Péter Félix Mátyási :
- Katalin Mészáros :
- Péter Pfenig :
- Lajos Szakács :
- Fanni Szoljer :
- Juli Széphelyi :
- Ilka Sós :
- Márton Tamás :
- Barbara Thurzó :
- Dusán Vitanovics :
- Katalin Vörös :